# Långagyl, Blekinge
Långagyl är en sjö i Karlshamns kommun i Blekinge och ingår i Bräkneån-Mieåns kustområde. Sjön är 7,4 meter djup, har en yta på 0,0198 kvadratkilometer och befinner sig 100 meter över havet.